# سینتیا بیلی
سینتیا بیلی (انگلیسی: Cynthia Bailey; ۱۹ فوریهٔ ۱۹۶۷ – ) بازیگر، و مدل اهل ایالات متحده آمریکا بود.
از فیلم‌ها یا برنامه‌های تلویزیونی که وی در آن نقش داشته‌است می‌توان به خانمان خانه واقعی آتلانتا اشاره کرد.